# Малиновый (Саратовская область)
Мали́новый — посёлок в Ивантеевском районе Саратовской области. Входит в состав Знаменского муниципального образования.

## География
Посёлок находится на расстоянии примерно 12 км (по прямой) к северу от села Ивантеевка, административного центра района.

### Часовой пояс
Посёлок Малиновый, как и вся Саратовская область, находится в часовой зоне МСК+1. Смещение применяемого времени относительно UTC составляет +4:00.

## Население
| 2010 |
| ---- |
| 0    |

### Национальный состав
Согласно результатам переписи 2002 года, в национальной структуре населения русские составляли 65 % из 81 чел
.